# Kontrarevolucija
Kontrarevolucija (lat. contra = protiv) označava pokret ili otpor revoluciji ili aktivnosti unutar kao i izvan države. Proizlaze iz prethodne revolucije protiv države ili političkog sustava 
Cilj kontrarevolucionalnog djelovanja je preokrenuti dostignuća revolucije, spriječiti pobjedu revolucije, ili povratak starog državnog poretka. 
Pojam kontrarevolucije prvi put se je pojavio u vezi s francuskom revolucijom od 1789. i opisuje napore njezinih protivnika poput Joseph de Maistre, Louis de Bonald i drugih za povratkom monarhije. U nekim dijelovima francuske su nastali i širi kontrarevolucionarni pokreti potaknuti ispadima revolucionarnog terora za vrijeme Jakobinske diktature, poput Utapanja u Nantesu. Naznačajna od tih kontrarevolucionarnih gibanja su bile velika Pobuna u Vendeji koja je izbila nakon pogubljena kralja Luja XVI. u siječnju 1793., te Pobuna Šuana u Bretanji.
Danas se nerijetko kontrarevolucijom nazivaju i pobune Jakobita u Velikoj Britaniji i Irskoj od početka 18. stoljeća, koje su uslijedile nakon engleske tzv. Slavne revolucije (koja je na britanski tron dovela protestantsku dinastiju Hannover) iz 1688. – 1689. god.
U kasnijem razdoblju skoro svaka revolucija je suočena s - uspješnim ili neuspješnim - kontrarevolucionarnim djelovanjem.
U totalitaristickim realsocijalističkim državama osobe ili disidenti optuženi za kontrarevolucionarna djelovanja uglavnom se vrlo strogo kažnjavaju. Stoga je samo prozivanje nekoga za kontrarevolucionarnost imalo značaj svojevrsne optužnice. Tako su teškom optužbom za "kontrarevolucionarno djelovanje" jugoslavenske vlasti obilježavale sudionike prosvjeda na Kosovu 1981. godine, makar su predvodnici tih prosvjeda - kojima se zahtijevalo da Socijalistička autonomna pokrajina Kosovo dobije status Socijalističke Republike, tj. članice jugoslavenske federacije - zapravo bili marksisti boljševičkog tipa.